# René Lagos
Héctor René Lagos Rojo (Punta Arenas, 18 de agosto de 1918-Santiago, julio de 2017) fue un médico cirujano, empresario, académico y político chileno.

## Primeros años de vida
Nació en Punta Arenas, el 18 de agosto de 1918; hijo de Alfredo Lagos Rivera y Elena Rojo Indo. 
Estudió en el Liceo de Antofagasta, en el Internado Nacional Barros Arana, el Instituto Nacional y concluyó sus estudios Liceo Nocturno Presidente Balmaceda. Luego, ingresó a la Facultad de Medicina de la Universidad Católica de Chile y continuó en la Universidad de Chile; recibió su título de médico cirujano el 14 de mayo de 1952. Se especializó en tisiología.
Se casó en Santiago, el 7 de abril de 1951, con Leonor Contreras Valdés, matrimonio del cual nacieron tres hijos.

## Vida profesional
Trabajó como médico tisiólogo en Santiago, en el Hospital Trudeau, desde 1950 a 1952; se trasladó al Hospital de Talca, donde ejerció desde 1952 a 1961, de 1965 a 1966 y de 1974 a 1981. Fue médico de la Agrupación Rehabilitadora de Alcohólicos (ARDA) en Talca y creador del ARDA para la mujer en 1979. Fue médico ad honorem en la Población Talca y médico rural en los sectores de Lo Figueroa, Pencahue y Corinto, entre 1956 y 1961. Presentó su expediente de jubilación en abril de 1989. 
En su actividad docente fue ayudante químico-médico de la Universidad Católica entre 1940 y 1943; ayudante de tisiología del profesor Sótero del Río Gundián entre 1952 y 1953; profesor de la Escuela Técnica Femenina de Talca, desde 1956 a 1958; profesor de la Escuela Comercial de Talca entre 1956 y 1958. 
Arrendó y explotó el fundo “Pocoa” en Corinto, entre 1958 y 1961. Miembro desde 1954 de la Cooperativa de Dueños de Autobuses y Camiones de Talca; presidente entre 1957 y 1975. 
Ingresó a la Masonería, Logia Voltaire 18, en 1955. Socio del Rotary Club de Talca, entre 1965 y 1979. Miembro de la Unión Mutual de Talca en 1957 y del Club de Deportes Atlético Comercio, desde 1957 a 1991.

### Distinciones
En 1962, fue distinguido con un Diploma de Honor por el Rector de la Universidad Técnica del Estado, Horario Aravena, por su aporte a la fundación de este Centro de Estudios, en el día de la inauguración de la Sede de Talca. 
El 12 de mayo de 2014, fue homenajeado por la Municipalidad de Talca como Ciudadano Ilustre de dicha ciudad.

## Carrera política
Ingresó al Partido Radical en 1942. Fue regidor de Talca entre 1960 y 1961.
En 1961, fue elegido diputado por la Decimosegunda Agrupación Departamental "Talca, Lontué y Curepto", por el período 1961 a 1965. Integró la Comisión Permanente de Asistencia Médico-Social e Higiene y fue diputado reemplazante en Comisión Permanente de Gobierno Interior.
En 1965, fue candidato a senador fue la Sexta Agrupación Provincial de "Curicó, Talca, Linares y Maule", pero no consiguió ser elegido.
Fue parte de la fracción del PR opuesta a la integración en la izquierdista Unidad Popular, siendo uno de los fundadores del partido Democracia Radical en 1969. Cuatro años más tarde, fue candidato a diputado por la referida Decimosegunda Agrupación Departamental, sin éxito.
En 1989, fue nuevamente candidato a diputado, esta vez por el distrito 37, Talca, como independiente dentro del pacto Alianza de Centro. No consiguió la elección y se retiró de la política activa. Falleció en julio de 2017.

## Historial electoral

### Elecciones parlamentarias de 1965
- Elecciones parlamentarias de 1965 a Senador por la Sexta Agrupación Provincial de Curicó, Talca, Maule y Linares Período 1965-1973 (Fuente: Dirección del Registro Electoral, domingo 7 de marzo de 1965).

### Elecciones parlamentarias de 1973
- Elecciones parlamentarias de 1973 a Diputado por la Decimosegunda Agrupación Departamental de "Talca, Lontué y Curepto". Período 1973-1977.

### Elecciones parlamentarias de 1989
- Elecciones parlamentarias de 1989 a diputado por el Distrito Nº37 (Talca, en la VII Región del Maule)[2]